# Deutsche Handwerks Zeitung
Die Deutsche Handwerks Zeitung (DHZ) ist eine 14-täglich erscheinende, deutsche Publikation im Bereich Mittelstand und Handwerk und die größte Handwerkszeitung Deutschlands.

## Geschichte
Der Beginn der Geschichte der Handwerkszeitung geht auf das Jahr 1949 zurück. Am 1. Februar 1949 wurde zunächst die Vorgängerin „Bayerische Handwerker Zeitung“ ins Leben gerufen. Sie sollte das Organ des bayerischen Handwerkstages gegenüber Öffentlichkeit und Politik sein. 1957 wurde aus der „Bayerischen Handwerker Zeitung“ die „Bayerische Handwerks Zeitung“, nunmehr herausgegeben von der Arbeitsgemeinschaft der bayerischen Handwerkskammern und offizielles Organ der bayerischen Handwerkskammern.
Zum Konzept der „Bayerischen Handwerks Zeitung“ gehörte es von Anfang an, neben den Mitteilungen aus der Kammer auch praktische Hinweise für die Betriebsführung der Handwerker, besonders im Bereich der Steuer, zu geben. Hinzu kam aber auch ein drittes Element, die Berichterstattung über wichtige gesamtwirtschaftliche und politische Entwicklungen.
1970 wurde der nächste Schritt, der von der „Bayerischen“ zur „Deutschen Handwerks Zeitung“, vollzogen. Zunächst kam Hessen hinzu, etwas später Baden-Württemberg. Nach der Öffnung der innerdeutschen Grenzen 1989 traten die Handwerkskammern der südlichen Länder in der ehemaligen DDR, Sachsen, Sachsen-Anhalt und Thüringen, bei. Zeitweise waren auch die Kammern von Hamburg, Berlin und Bremen angeschlossen.
2019 feierte die Deutsche Handwerks Zeitung ihr 70-jähriges Jubiläum.
Im gleichen Jahr fand ein umfassender Print-Relaunch statt. Um den veränderten Ansprüchen und Lesegewohnheiten der Leserschaft Rechnung zu tragen, wurden das Produkt "Deutsche Handwerks Zeitung" sowie die Marke DHZ inhaltlich und gestalterisch auf den Prüfstand gestellt und umfassend bearbeitet. Das Layout wurde luftiger konzipiert und mit einer deutlich besser lesbaren Schrift ausgestattet. Inhaltlich wird weiterhin auf den Dreiklang von wirtschaftspolitischer Berichterstattung aus der Sicht des Handwerks, Regionalthemen und des betrieblichen Nutzwerts gesetzt.

## Verbreitung
Mit einer verbreiteten Auflage von 500.970 Exemplaren (IVW II/2021) ist sie die größte Handwerkszeitung Deutschlands. Durchschnittlich jeder zweite Handwerksbetrieb in Deutschland bezieht die Zeitung. Sie informiert einerseits über alle mittelstandsrelevanten Themen aus der Wirtschaftspolitik, andererseits greift sie aktuelle Nutzwertthemen für Betriebsinhaber und Handwerker auf. Im Internet ist die Marke unter www.deutsche-handwerks-zeitung.de zu finden. Dort erreicht sie 510.998 Visits pro Monat (IVW 08/2021).
Außerdem haben die Abonnenten der Deutschen Handwerks Zeitung die Möglichkeit die digitale Ausgabe der DHZ in der DHZ App zu lesen (erhältlich im App Store und Google Play Store).

## Besitzverhältnisse
Die DHZ wird im Medienunternehmen Holzmann Medien in Bad Wörishofen produziert. Ihre Herausgeber sind 23 Handwerkskammern aus Bayern, Baden-Württemberg, Hessen, Sachsen, Sachsen-Anhalt und Thüringen, deren Mitteilungsorgan sie ist. Sie wendet sich an die Mitgliedsbetriebe der Kammern genauso wie an politische Willensbildner und Entscheidungsträger.